# Andreas Schelfhout
Andreas Schelfhout (L'Aia, 16 febbraio 1787 – L'Aia, 19 aprile 1870) è stato un pittore, incisore e litografo olandese.

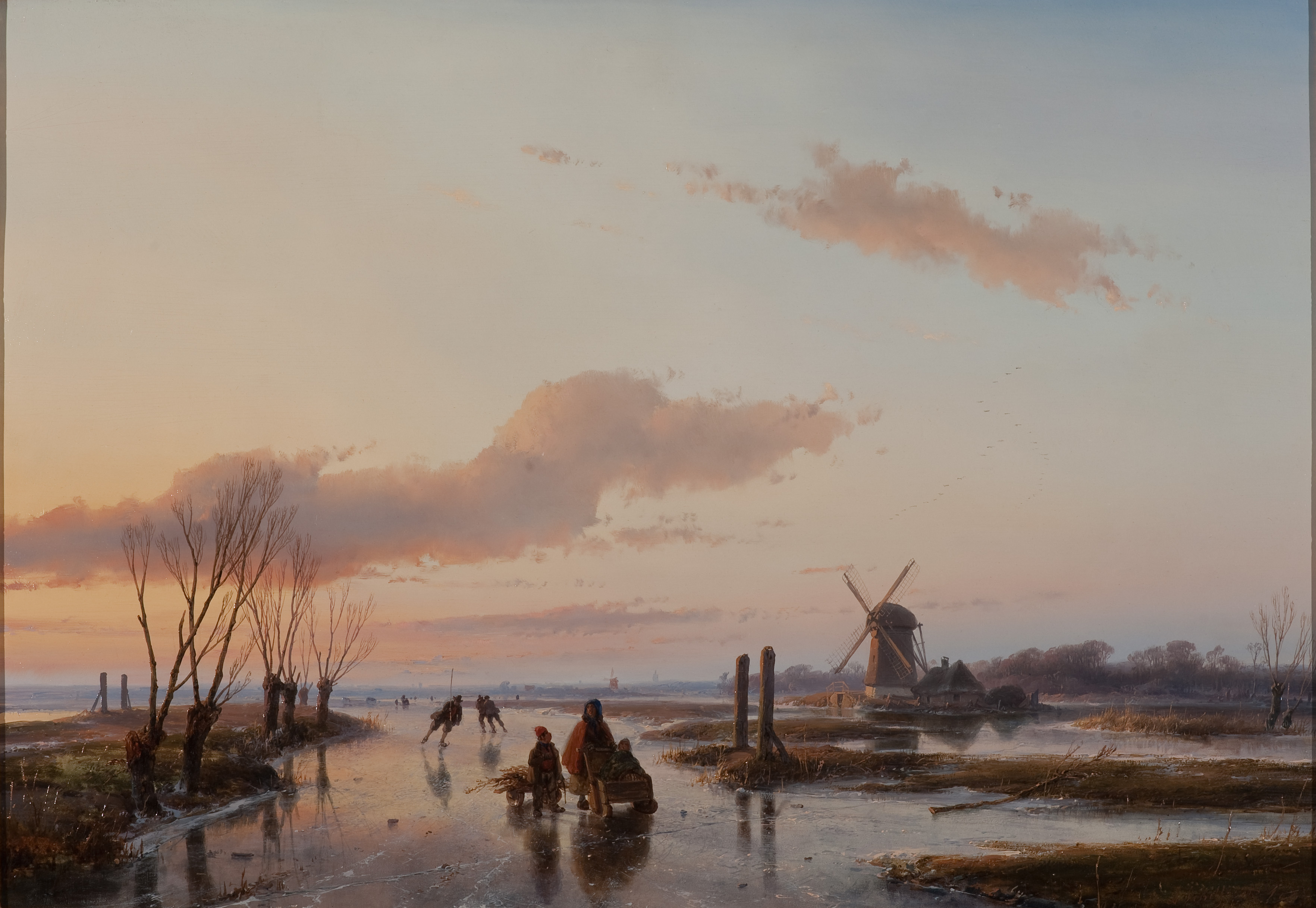
Frozen Waterway, 1845

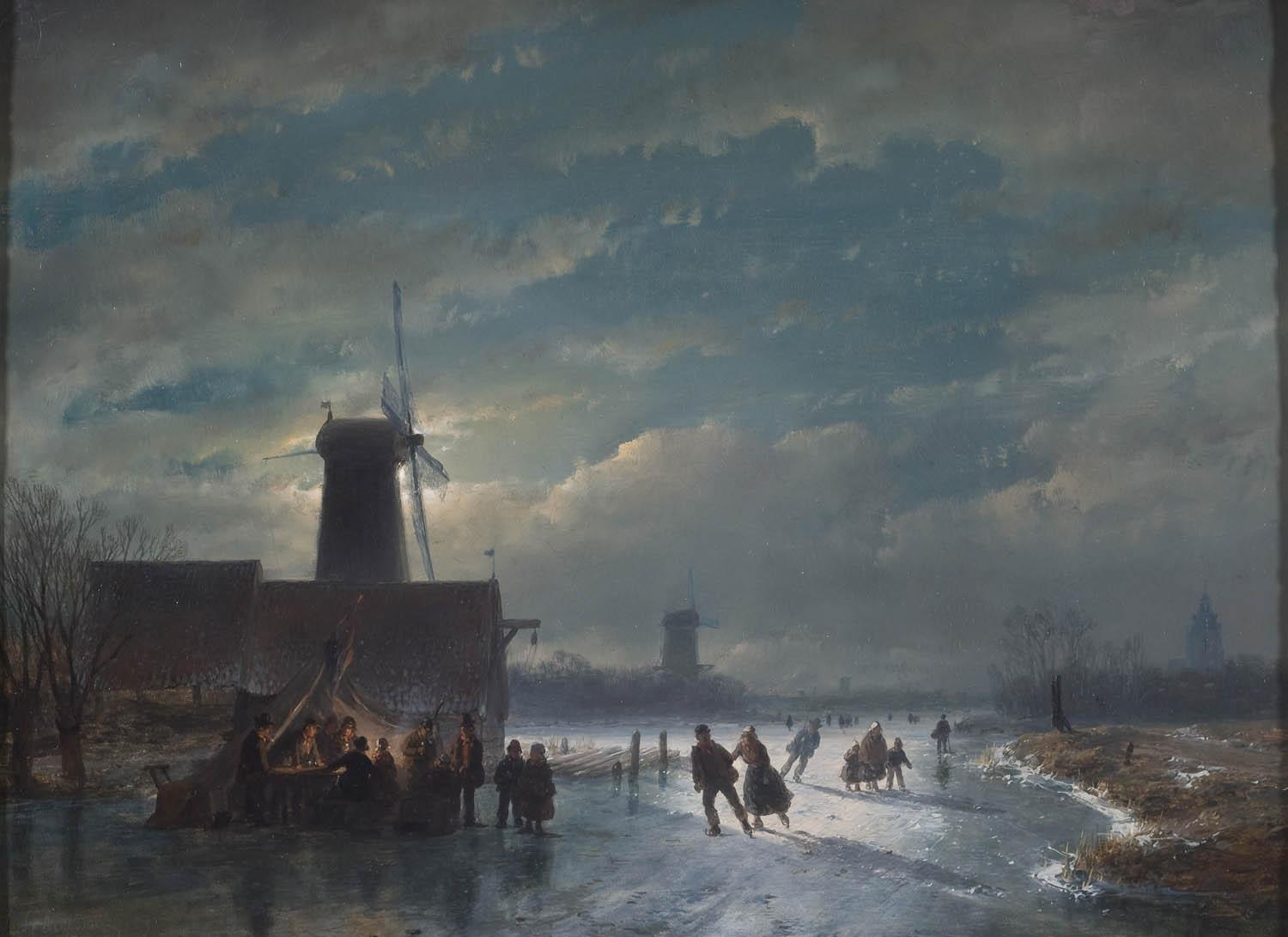
Winter Landscape with 'koek en zopie' at night, 1849

Andreas Schelfhout è stato un pittore, incisore e litografo olandese, conosciuto per la sua pittura paesaggistica. Apparteneva alla corrente Romantica e le sue rappresentazioni invernali, di canali ghiacciati con pattinatori, furono famose già quando egli era in vita. Divenne uno dei pittori di paesaggi olandesi più influenti del suo secolo.

## Biografia
Iniziò come imbianchino nella bottega di cornici paterna e nel tempo libero aveva già cominciato a realizzare quadri. Dopo una prima mostra ben accolta all'Aja, suo padre lo inviò presso Joannes Breckenheimer (1772–1856), scenografo dell'Aja, per fargli ricevere un'adeguata formazione. Non solo imparò gli aspetti tecnici della pittura, ma anche ad operare studi dettagliati dei paesaggi degli artisti olandesi del XVII secolo, come Meindert Hobbema e Jacob van Ruisdael.
Nel 1815 aprì il proprio laboratorio e divenne membro del Pulchri studio. Grazie alla sua eccellenza tecnica, al senso della composizione e al suo uso di colori naturalistici, divenne presto famoso anche fuori dell'Aja. Nel 1819 fu premiato con la Medaglia d'oro alla mostra di Anversa. Nel 1818 divenne membro della Reale Accademia delle Arti Figurative di Amsterdam. La sua reputazione continuò a crescere e nel 1822 conseguì il rango di Corrispondente di Quarta Classe del Royal Dutch Institute. Da quel momento le mostre si susseguirono.
Al principio dipinse prevalentemente scene estive, spiagge e ritratti di animali. Ma non appena i primi quadri raffiguranti scene invernali iniziarono ad avere più successo, le incluse nelle sue mostre. Schelfhout era soprattutto un artista da studio, prediligendo schizzi realizzati all'aria aperta. Nel suo album di schizzi Liber Veritatis si può vedere come egli realizzasse una ventina di dipinti all'anno, tra i quali vi erano alcuni panorami forestieri. Questo rivela di suoi viaggi all'estero intorno al 1825. Negli anni a seguire viaggiò anche in Francia, nel 1833, in Inghilterra, nel 1835 (soprattutto per studiare i dipinti di John Constable) e in Germania. Nel 1839 gli fu conferito l'Ordine del Leone dei Paesi Bassi, e nel 1844 fu nominato membro onorario del società Kunst zij ons doel (l'Arte è il nostro scopo), legata alla Fondazione Teylers Stichting del filantropo Pieter Teyler van der Hulst.
Schelfhout impartì lezioni a diversi pittori che sarebbero poi divenuti famosi, ciascuno col proprio stile: Johan Hendrik Weissenbruch, Johan Barthold Jongkind (uno dei precursori dell'Impressionismo), Charles Leickert, Johannes Josephus Destree, Jan Willem van Borselen, Nicholas Roosenboom, Willem Troost, il pittore statunitense della Hudson River School Painter, Louis Rémy Mignot e il suo figlio adottivo Wijnand Nuyen. Al termine della sua carriera Schelfhout realizzò una serie di ottanta disegni di paesaggi, che erano principalmente le bozze di precedenti dipinti e acquarelli. Si trattava di gessetti con pochi tocchi di colore. Egli è considerato uno dei precursori della Scuola dell'Aia, e con la sua morte si segnò la fine del periodo romantico nei Paesi Bassi.
Le sue opere sono in mostra presso vari famosi musei: 
- Rijksmuseum, Amsterdam
- Museo Boijmans Van Beuningen, Rotterdam
- Dordrechts museum, Dordrecht
- Museo Teylers, Haarlem,
- Museum Jan Cunen, Oss
- Koninklijk Museum voor Schone Kunsten, Anversa
- Museo di belle arti, Gand
- Groeningemuseum, Bruges
- National Gallery, Londra
- La Wallace Collection, London
- Gruppo di musei della Tyne and Wear Museums, nella contea di Tyne and Wear, Inghilterra